# یواس‌اس کامینگز (دی‌دی-۳۶۵)
یواس‌اس کامینگز (دی‌دی-۳۶۵) (به انگلیسی: USS Cummings (DD-365)) یک کشتی بود که طول آن 341 ft 4 in(104.04 m) بود. این کشتی در سال ۱۹۳۵ ساخته شد.